# Hercule l'invincible
Pour plus de détails, voir Fiche technique et Distribution.
Hercule l'invincible (Ercole l'invincibile) est un péplum italien coécrit et réalisé par Alvaro Mancori et sorti en 1964.

## Synopsis
Fils de Zeus, Hercule sauve des griffes d'un lion la belle Telca, la fille du roi Tideo. Tombé amoureux d'elle, il souhaite l'épouser mais son père lui demande d'abord de tuer un dragon qui terrorise la région. S'il réussit à le terrasser, il pourra devenir son mari. Après avoir abattu le monstre, Hercule découvre le village de Tideo dévasté et pillé par les Demios, menés par leur chef Kabaol. La population, y compris le roi et Telca, est réduite à l'esclavage. Hercule s'infiltre parmi les Demios et affronte mille et un dangers pour rétablir l'ordre dans la cité et sauver les esclaves.

## Fiche technique
- Titre original : Ercole l'invincibile
- Titre français : Hercule l'invincible[1]
- Réalisation et production : Alvaro Mancori (sous le nom d'« Al World »)
- Scénario : Kirk Mayer, Pat Kein et Alvaro Mancori
- Montage : Frank Robertson
- Musique : Francesco De Masi
- Photographie : Claude Haroy
- Sociétés de production : Metheus Film et Alvaro Mancori Produzioni Cinematografica
- Pays d'origine :  Italie
- Langue originale : italien
- Format : couleur
- Genre : péplum
- Durée : 82 minutes
- Dates de sortie : 
  - Italie : 19 mars 1964
  - France : 11 août 1965[1]

## Distribution
- Dan Vadis  (VF : Jean-Pierre Duclos) : Hercule (vf: ursus)
- Špela Rozin : Teica
- Carla Calò (créditée comme Carol Brown) (VF : Jacqueline Carrel) : la reine Etel
- Ken Clark  (VF : Andre Valmy) : Kabaol, le père de Melissa
- Maria Fiore (créditée comme Jannette Barton)  (VF : Janine Freson) : Melissa
- Mario Del Simone (crédité comme Jon Simons): Babar
- Ugo Sasso  (VF : Jean-Henri Chambois) : le roi Tideo, père de Teica
- Renato Rossini  (VF : Jacques Eyser) : le capitaine des gardes
- Olga Solbelli  (VF :  Marie Francey) : l'oracle
- Alberto Cevenini (it) : Atar